# Vézac, Cantal
Vézac là một xã ở tỉnh Cantal, thuộc vùng Auvergne-Rhône-Alpes ở miền trung nước Pháp.

## Dân số
| 1962                                                            | 1968 | 1975 | 1982 | 1990 | 1999 |
| --------------------------------------------------------------- | ---- | ---- | ---- | ---- | ---- |
| 579                                                             | 637  | 743  | 861  | 955  | 952  |
| Nombre retenu à partir de 1968: Population sans doubles comptes |      |      |      |      |      |

### Bibliographie
- Nos ancêtres auvergnats, L'immigration auvergnate en Bretagne, Serge Duigou, Editions Ressac, Quimper, 2004. [le mouvement migratoire qui partit de l'Aurillacois vers la Bretagne aux XVIIIe et XIXe siècles - et notamment de Vézac avec les Barraud, Laferrière, Vidal, etc]